# Inspektor
Se även Inspektor (förvaltare).
Inspektor eller Inspector (uttal: in'spektor) är hos studentnationerna i Helsingfors, Lund och i Uppsala titeln på nationens överhuvud. Inspektor har en övervakande roll och ska främja nationens intressen. Inspektor skall vara en akademisk lärare och har av hävd oftast varit en professor. 
Inspektorsposten tillkom i Uppsala år 1663 som ett sätt för universitetet att hålla uppsikt över studenterna, detta sedan man insett att de försök som gjorts att förbjuda nationsväsendet var fruktlösa.
Inspektor är hos flera nationer dessutom styrelsens ordförande och brukar närvara vid nationernas stämmor (även kallade landskap eller nationsmöte), gasquer, baler och många andra tillfällen, samt representerar också ofta nationen utåt tillsammans med kuratorerna. Det är oftast inspektor som tackar för maten vid middagar, och vid slutet av varje termin hemförlovar denne nationens medlemmar (landsmännen), enligt gammal tradition. 
Inspektorer förekommer numera även vid andra universitet och högskolors nationer samt i vissa studentkårer. I de senare har inspektor utöver hedersuppdrag ofta även en roll som besvärsnämnd och stadgetolkare.
Somliga nationer och studentkårer har valt att även utse en proinspektor. En proinspektor är ofta inte, såsom en inspektor, hämtad ur kretsen akademiska lärare (i främsta rummet professorer) vid universitetet. Proinspektorn skall biträda inspektorn och ofta bidraga med speciell yrkeskunskap.
Både vid Uppsala universitet och Lunds universitet finns inrättat ett inspektorskollegium bestående av inspektorer och proinspektorer vid nationerna. Kollegiet träffas vanligtvis två gånger per termin och är en till nationerna rådgivande församling.

## Läroverken
En inspektor fanns till mitten av 1900-talet vid varje svenskt läroverk. Titeln är dock numera knuten till universitetsvärlden.